# Christopher Cassidy
Christopher John Cassidy, né le 4 janvier 1970 à Salem dans l'État du Massachusetts est un astronaute américain.
Il est la 500e personne à aller dans l'espace.

## Biographie
Diplômé en science mathématiques de l'académie navale des États-Unis en 1993, il a participé à la seconde guerre d'Afghanistan dans des troupes d'assaut terrestre. Durant sa carrière dans l'armée, il pilote également des sous-marins, des missions de plongée de combat, du parachutisme. Il atteint le grade de capitaine de vaisseau (OF-5). Il possède aussi une maitrise en science. Sélectionné en 2004 dans le groupe 19 d'astronautes de la National Aeronautics and Space Administration (NASA), il est chef du Bureau des astronautes de 2015 à 2017, date à laquelle il redevient assignable à des missions spatiales et est remplacé par Patrick Forrester.

## Vols réalisés

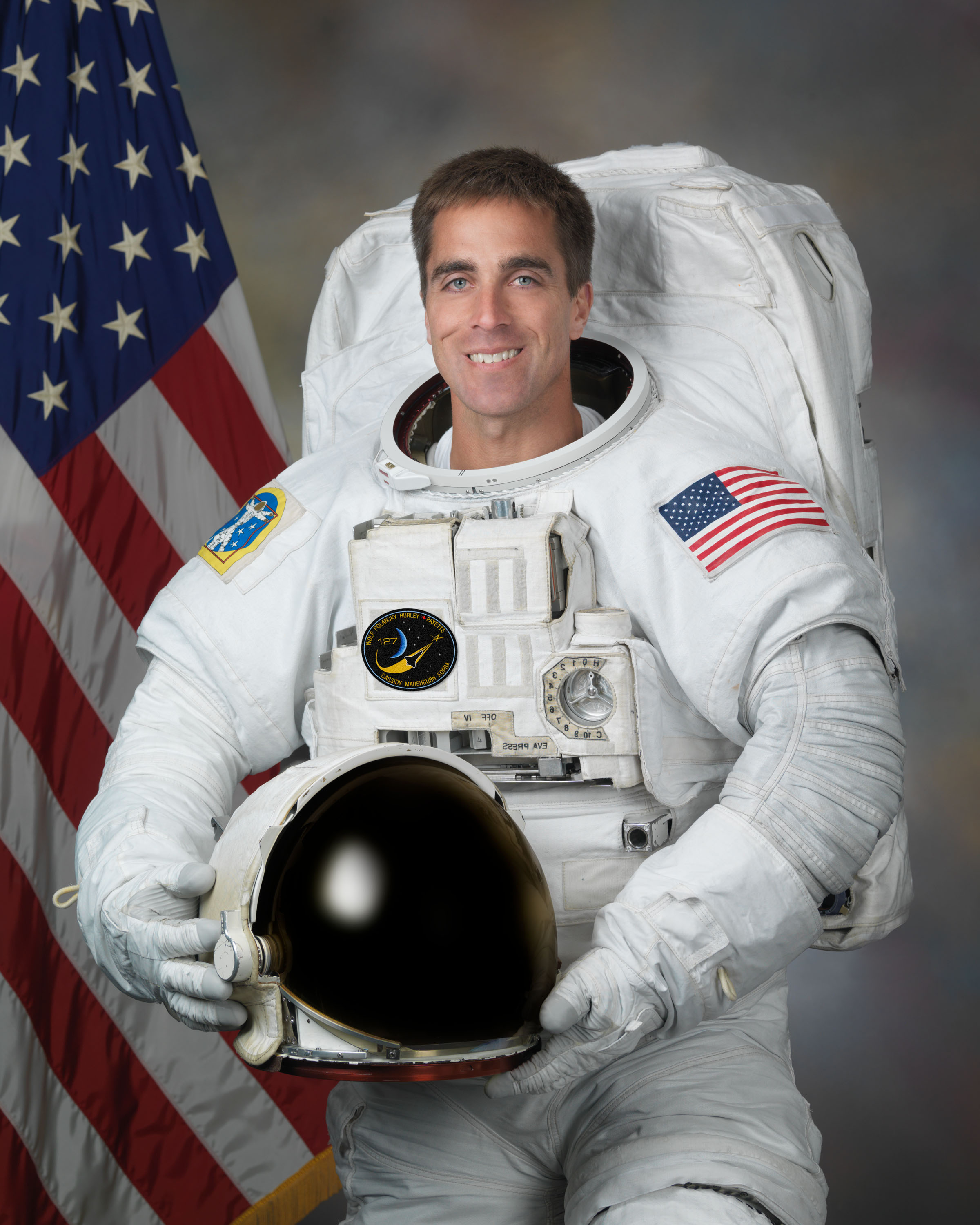
Christopher John Cassidy en tenue de cosmonaute

### STS-127
Il part dans l'espace pour la première fois à bord de la navette Endeavour (15 juillet 2009), en direction de la Station spatiale internationale (ISS), lors du vol STS-127. Il réalise trois sorties extravéhiculaires (EVA) au cours de cette mission.
Le 22 juillet 2009, alors qu'il participe à une sortie extravéhiculaire de la Station spatiale internationale, une accumulation de dioxyde de carbone, provenant de la respiration est détectée dans le scaphandre de Christopher Cassidy qui participe alors à la mission STS-127. La sortie est alors écourtée par la NASA, et Christopher et son coéquipier David Wolf sont contraints de regagner l'intérieur de la station.

### Expéditions 35-36
Il s'envole en 2013 avec Soyouz TMA-08M pour participer aux Expéditions 35 et 36 de la Station spatiale internationale. Il réalise 3 autres EVA. Encore une fois, la dernière sortie est écourtée à cause d'un problème de fuite d'eau dans le casque de son coéquipier européen Luca Parmitano.

### Expéditions 62-63
Christopher Cassidy retourne sur l'ISS à bord du Soyouz MS-16 qui décolle le 9 avril 2020, participant aux Expéditions 62 (fin) et 63 du complexe orbital. Il est désigné commandant de l'Expédition 63.
Il revient sur Terre le 22 octobre 2020 après six mois de mission.

## Galerie

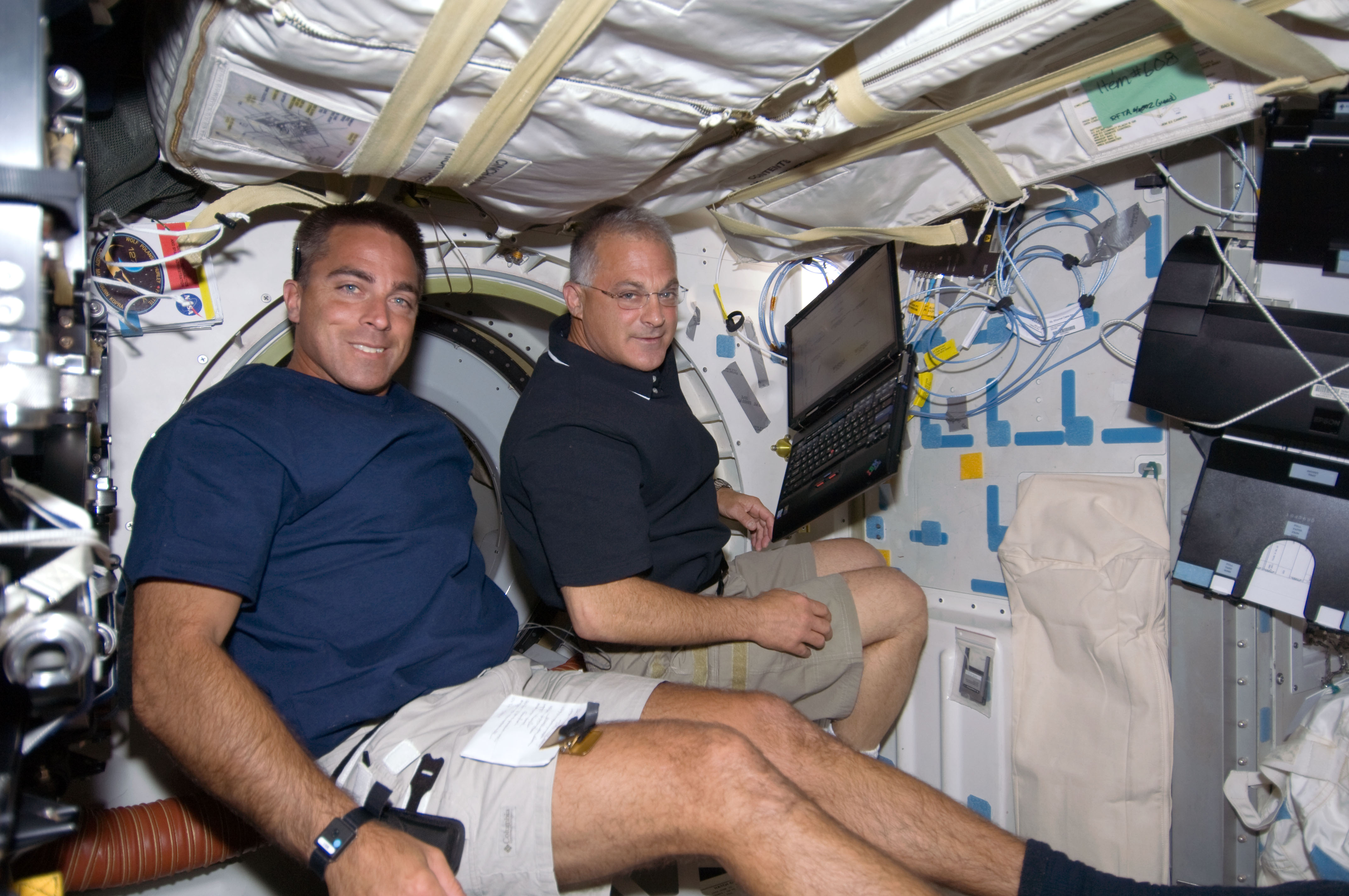
Lors de sa première mission, avec son collègue David Wolf, dans le mid-deck de la navette spatiale Endeavour.
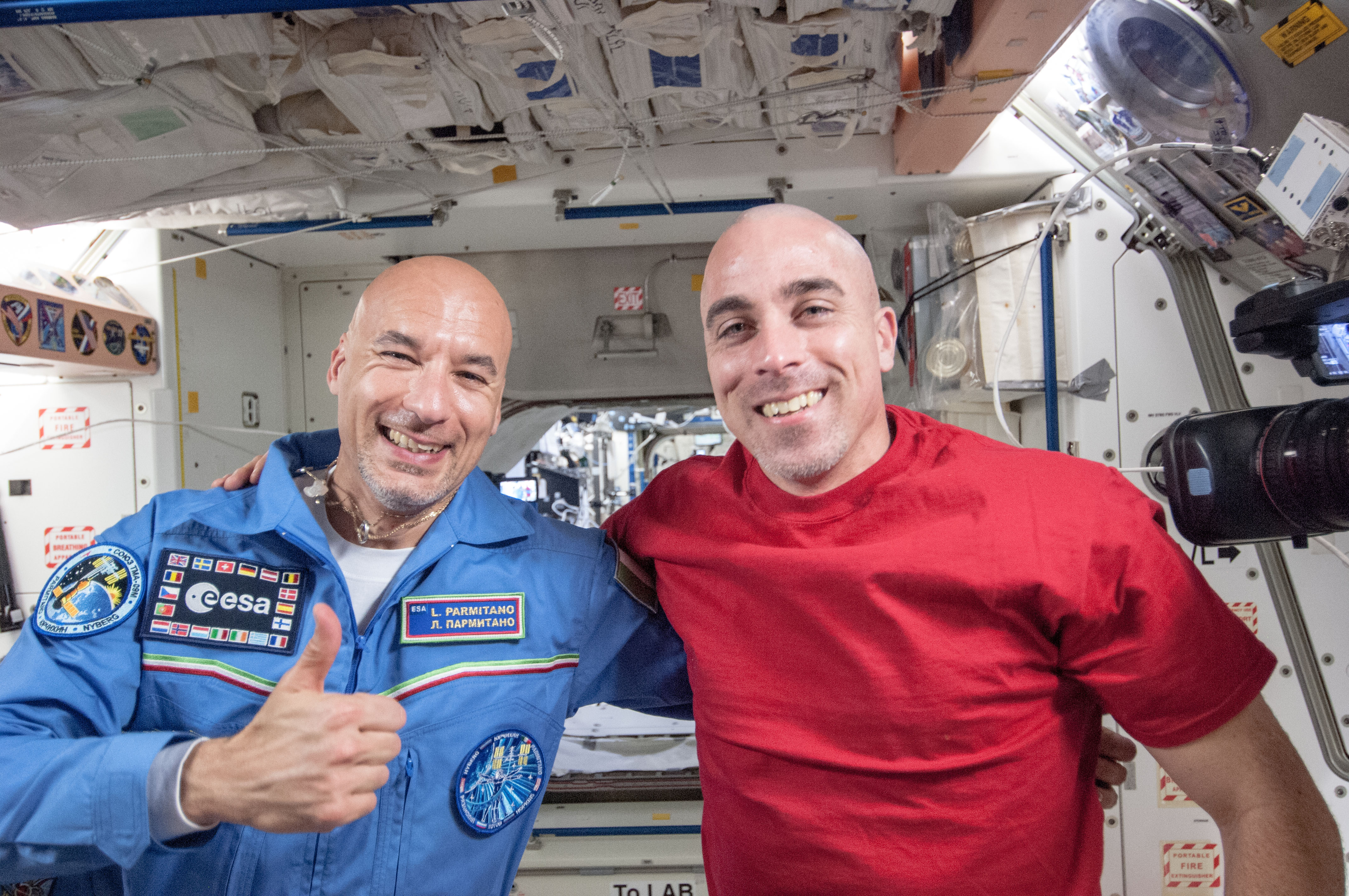
Avec l'italien Luca Parmitano, lors de sa seconde mission.
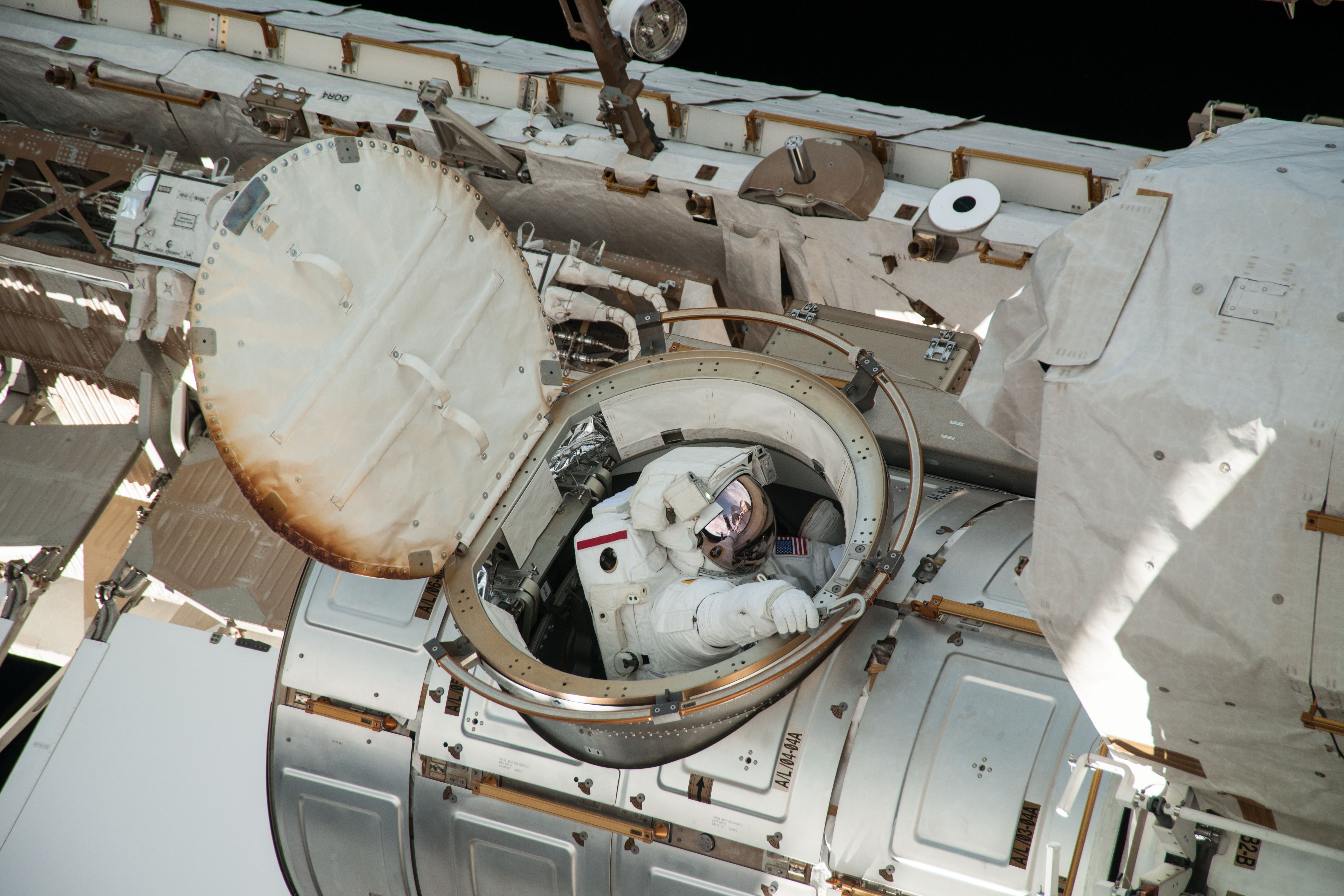
Au sortir du sas Quest de la station, lors de la seconde sortie spatiale de l'expédition 36.